# 弗洛里安·阿贝尔
弗洛里安·阿贝尔（德語：Florian Abel；1989年8月14日—）是一名德国足球运动员，效力于下莱茵足球高级联赛球队博霍尔特。
在2009-10赛季德乙联赛的最后一轮红白奥伯豪森客场对阵比勒费尔德的比赛中，替补迈克·特拉诺瓦上场，完成了职业生涯首秀。